# Droga krajowa B225 (Niemcy)
Droga krajowa 225 (niem. Bundesstraße 225, B 225) – niemiecka droga krajowa przebiegająca  z zachodu na wschód i łączy autostradę A31 koło Dorsten z autostradą A43 w Recklinghausen w Nadrenii Północnej-Westfalii

## Historia
Do 1 stycznia 2007 droga przebiega od węzła Kirchhellen-Nord na autostradzie A31. Zastąpiła na odcinku od autostrady do skrzyżowania z B224 w Dorsten drogę B223